# Qualificazione Olimpica FIBA 2012 - Torneo femminile
Il Torneo Femminile di Qualificazione Olimpica FIBA 2012 (denominato ufficialmente FIBA World Olympic Qualifying Tournament for Women) si è svolto dal 25 giugno al 1º luglio 2012 ad Ankara, in Turchia.
La manifestazione ha garantito a 5 nazionali l'accesso al Torneo olimpico 2012, in programma a Londra dal 28 luglio al 12 agosto.

## Squadre partecipanti
EuroBasket 2011
- Croazia
- Rep. Ceca
- Francia
- Turchia

AfroBasket 2011
- Mali
- Mozambico

Americas Championship 2011
- Argentina
- Canada
- Porto Rico

Asia Championship 2011
- Giappone
- Corea del Sud

Oceania Championship 2011
- Nuova Zelanda

## Risultati

### Prima fase a gruppi

#### Gruppo A
| Squadra    | P.ti | G | V | P | PF  | PS  | DP  |
| ---------- | ---- | - | - | - | --- | --- | --- |
| Turchia    | 4    | 2 | 2 | 0 | 130 | 102 | +28 |
| Giappone   | 3    | 2 | 1 | 1 | 128 | 135 | -7  |
| Porto Rico | 2    | 2 | 0 | 2 | 123 | 144 | -21 |

##### Risultati
| Ankara 25 giugno 2012, ore 19:00 UTC+3 | Porto Rico                                      | 53 – 65 (12-24, 22-35, 39-50) referto | Turchia | Ankara Arena\| Arbitri: \| Srđan Dožai Jasmina Juras Naftal Candido Chongo \| |
| Arbitri:                               | Srđan Dožai Jasmina Juras Naftal Candido Chongo |                                       |         |                                                                               |

| Ankara 26 giugno 2012, ore 19:00 UTC+3 | Turchia                                         | 65 – 49 (16-8, 36-23, 52-39) referto | Giappone | Ankara Arena\| Arbitri: \| Roberto Chiari Amy Lynn Bonner Rafael Britanico \| |
| Arbitri:                               | Roberto Chiari Amy Lynn Bonner Rafael Britanico |                                      |          |                                                                               |

| Ankara 27 giugno 2012, ore 16:45 UTC+3 | Giappone                                          | 79 – 70 (19-11, 30-28, 52-43) referto | Porto Rico | Ankara Arena\| Arbitri: \| Srđan Dožai Īlia Koromīlas Yudith Hodelin Mendoza \| |
| Arbitri:                               | Srđan Dožai Īlia Koromīlas Yudith Hodelin Mendoza |                                       |            |                                                                                 |

#### Gruppo B
| Squadra       | P.ti | G | V | P | PF  | PS  | DP  |
| ------------- | ---- | - | - | - | --- | --- | --- |
| Rep. Ceca     | 4    | 2 | 2 | 0 | 138 | 105 | +33 |
| Argentina     | 3    | 2 | 1 | 1 | 108 | 119 | -11 |
| Nuova Zelanda | 2    | 2 | 0 | 2 | 102 | 124 | -22 |

##### Risultati
| Ankara 25 giugno 2012, ore 16:45 UTC+3 | Rep. Ceca                                   | 70 – 51 (20-6, 44-25, 54-35) referto | Nuova Zelanda | Ankara Arena\| Arbitri: \| Rafael Britanico Amy Lynn Bonner Keming Wen \| |
| Arbitri:                               | Rafael Britanico Amy Lynn Bonner Keming Wen |                                      |               |                                                                           |

| Ankara 26 giugno 2012, ore 16:45 UTC+3 | Nuova Zelanda                            | 51 – 54 (16-14, 28-32, 37-43) referto | Argentina | Ankara Arena\| Arbitri: \| Srđan Dožai Īlia Koromīlas Jasmina Juras \| |
| Arbitri:                               | Srđan Dožai Īlia Koromīlas Jasmina Juras |                                       |           |                                                                        |

| Ankara 27 giugno 2012, ore 19:00 UTC+3 | Argentina                                    | 54 – 68 (9-19, 22-30, 31-54) referto | Rep. Ceca | Ankara Arena\| Arbitri: \| Roberto Chiari Amy Lynn Bonner Timothy Brown \| |
| Arbitri:                               | Roberto Chiari Amy Lynn Bonner Timothy Brown |                                      |           |                                                                            |

#### Gruppo C
| Squadra       | P.ti | G | V | P | PF  | PS  | DP  |
| ------------- | ---- | - | - | - | --- | --- | --- |
| Croazia       | 4    | 2 | 2 | 0 | 167 | 137 | +30 |
| Corea del Sud | 3    | 2 | 1 | 1 | 146 | 148 | -2  |
| Mozambico     | 2    | 2 | 0 | 2 | 127 | 155 | -28 |

##### Risultati
| Ankara 25 giugno 2012, ore 14:30 UTC+3 | Croazia                                  | 84 – 62 (27-12, 42-25, 57-45) referto | Mozambico | Ankara Arena\| Arbitri: \| Roberto Chiari José Martín Timothy Brown \| |
| Arbitri:                               | Roberto Chiari José Martín Timothy Brown |                                       |           |                                                                        |

| Ankara 26 giugno 2012, ore 14:30 UTC+3 | Mozambico                                              | 65 – 71 (19-19, 37-35, 50-52) referto | Corea del Sud | Ankara Arena\| Arbitri: \| Heros Avanesian Zdravko Rutešić Yudith Hodelin Mendoza \| |
| Arbitri:                               | Heros Avanesian Zdravko Rutešić Yudith Hodelin Mendoza |                                       |               |                                                                                      |

| Ankara 27 giugno 2012, ore 14:30 UTC+3 | Corea del Sud                                     | 75 – 83 (19-16, 32-39, 51-58) referto | Croazia | Ankara Arena\| Arbitri: \| José Martín Heros Avanesian Naftal Candido Chongo \| |
| Arbitri:                               | José Martín Heros Avanesian Naftal Candido Chongo |                                       |         |                                                                                 |

#### Gruppo D
| Squadra | P.ti | G | V | P | PF  | PS  | DP   |
| ------- | ---- | - | - | - | --- | --- | ---- |
| Francia | 4    | 2 | 2 | 0 | 143 | 80  | +63  |
| Canada  | 3    | 2 | 1 | 1 | 136 | 79  | +57  |
| Mali    | 1    | 2 | 0 | 2 | 56  | 176 | -120 |

##### Risultati
| Ankara 25 giugno 2012, ore 21:15 UTC+3 | Mali                                           | 23 – 89 (6-22, 10-46, 14-65) referto | Canada | Ankara Arena\| Arbitri: \| Īlia Koromīlas Zdravko Rutešić Heros Avanesian \| |
| Arbitri:                               | Īlia Koromīlas Zdravko Rutešić Heros Avanesian |                                      |        |                                                                              |

| Ankara 26 giugno 2012, ore 21:15 UTC+3 | Canada                                          | 47 – 56 (11-21, 24-35, 36-48) referto | Francia | Ankara Arena\| Arbitri: \| José Martín Timothy Brown Naftal Candido Chongo \| |
| Arbitri:                               | José Martín Timothy Brown Naftal Candido Chongo |                                       |         |                                                                               |

| Ankara 27 giugno 2012, ore 21:15 UTC+3 | Francia                                   | 87 – 33 referto | Mali | Ankara Arena\| Arbitri: \| Jasmina Juras Rafael Britanico Keming Wen \| |
| Arbitri:                               | Jasmina Juras Rafael Britanico Keming Wen |                 |      |                                                                         |

### Quarti di finale
Le squadre vincenti accedono direttamente al Torneo olimpico. Le squadre perdenti vengono ammesse agli spareggi per il quinto posto valido per la qualificazione.
| Squadra 1 | Risultato | Squadra 2     |
| --------- | --------- | ------------- |
| Croazia   | 59-56     | Canada        |
| Rep. Ceca | 53-47     | Giappone      |
| Turchia   | 72-58     | Argentina     |
| Francia   | 80-63     | Corea del Sud |

#### Risultati
| Ankara 29 giugno 2012, ore 14:30 UTC+3 | Croazia                                   | 59 – 56 (17-16, 33-26, 41-46) referto | Canada | Ankara Arena\| Arbitri: \| Roberto Chiari Amy Lynn Bonner Keming Wen \| |
| Arbitri:                               | Roberto Chiari Amy Lynn Bonner Keming Wen |                                       |        |                                                                         |

| Ankara 29 giugno 2012, ore 16:45 UTC+3 | Rep. Ceca                                    | 53 – 47 (17-4, 29-18, 43-31) referto | Giappone | Ankara Arena\| Arbitri: \| Īlia Koromīlas Jasmina Juras Heros Avanesian \| |
| Arbitri:                               | Īlia Koromīlas Jasmina Juras Heros Avanesian |                                      |          |                                                                            |

| Ankara 29 giugno 2012, ore 19:00 UTC+3 | Turchia                                        | 72 – 58 (14-8, 35-15, 55-40) referto | Argentina | Ankara Arena\| Arbitri: \| Srđan Dožai José Martín Yudith Hodelin Mendoza \| |
| Arbitri:                               | Srđan Dožai José Martín Yudith Hodelin Mendoza |                                      |           |                                                                              |

| Ankara 29 giugno 2012, ore 21:15 UTC+3 | Francia                                        | 80 – 63 (19-20, 39-30, 60-42) referto | Corea del Sud | Ankara Arena\| Arbitri: \| Zdravko Rutešić Rafael Britanico Timothy Brown \| |
| Arbitri:                               | Zdravko Rutešić Rafael Britanico Timothy Brown |                                       |               |                                                                              |

### Spareggi
Le squadre perdenti le semifinali vengono eliminate; le squadre vincenti accedono allo spareggio qualificazione.

#### Semifinali
| Squadra 1 | Risultato | Squadra 2     |
| --------- | --------- | ------------- |
| Giappone  | 79-51     | Corea del Sud |
| Argentina | 41-58     | Canada        |

##### Risultati
| Ankara 30 giugno 2012, ore 18:00 UTC+3 | Giappone                                           | 79 – 51 (29-4, 47-10, 65-23) referto | Corea del Sud | Ankara Arena\| Arbitri: \| Srđan Dožai Amy Lynn Bonner Yudith Hodelin Mendoza \| |
| Arbitri:                               | Srđan Dožai Amy Lynn Bonner Yudith Hodelin Mendoza |                                      |               |                                                                                  |

| Ankara 30 giugno 2012, ore 20:15 UTC+3 | Argentina                                  | 41 – 58 (15-16, 19-26, 25-36) referto | Canada | Ankara Arena\| Arbitri: \| Roberto Chiari Timothy Brown Jasmina Juras \| |
| Arbitri:                               | Roberto Chiari Timothy Brown Jasmina Juras |                                       |        |                                                                          |

#### Finale
| Squadra 1 | Risultato | Squadra 2 |
| --------- | --------- | --------- |
| Canada    | 71-63     | Giappone  |

| Ankara 1º luglio 2012, ore 18:00 UTC+3 | Canada                                           | 71 – 63 (21-11, 37-31, 52-42) referto | Giappone | Ankara Arena\| Arbitri: \| José Martín Īlia Koromīlas Naftal Candido Chongo \| |
| Arbitri:                               | José Martín Īlia Koromīlas Naftal Candido Chongo |                                       |          |                                                                                |

## Verdetti
Qualificate ai Giochi della XXX Olimpiade:
- Croazia
- Rep. Ceca
- Turchia
- Francia
- Canada